# Avventura

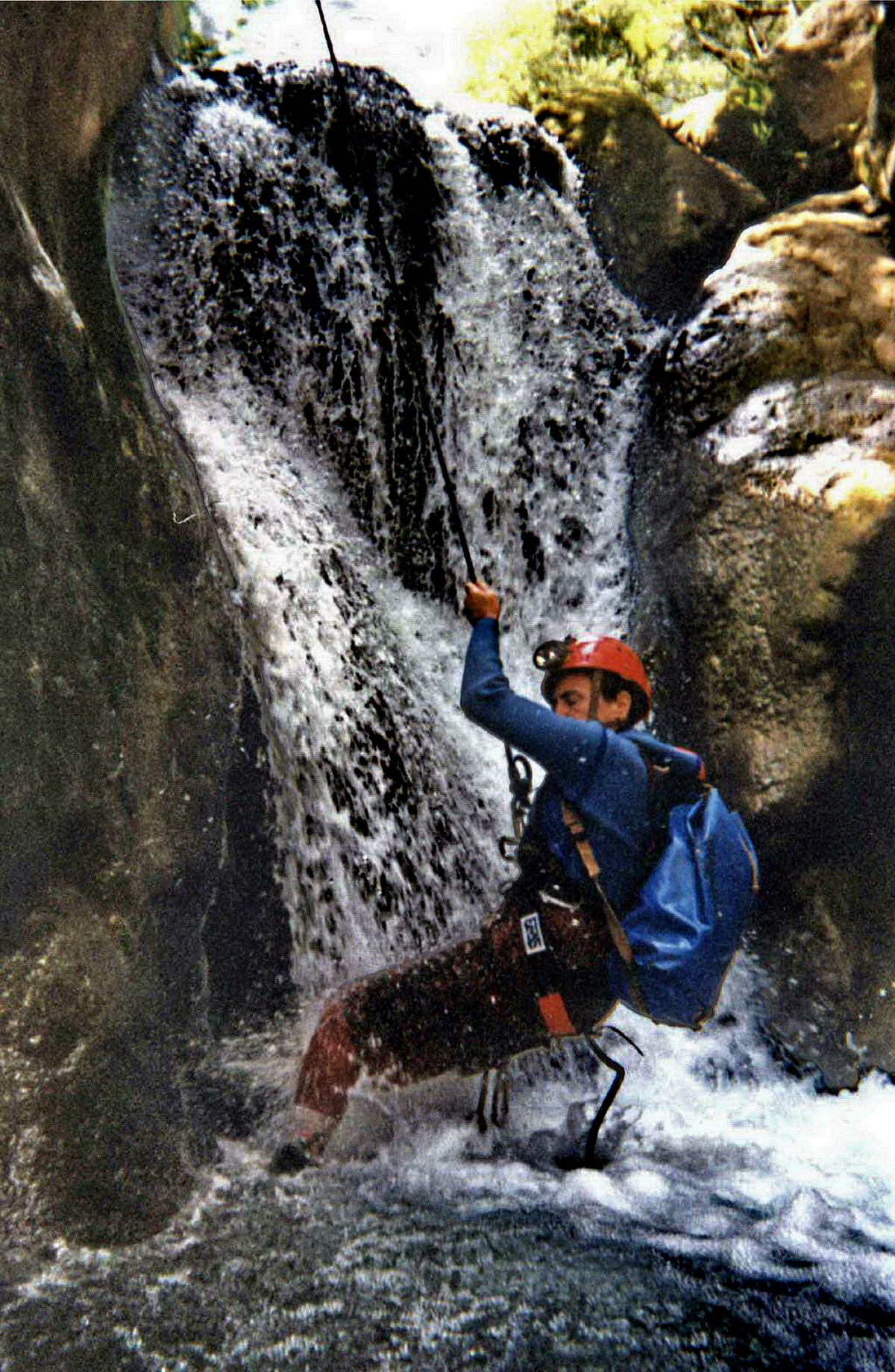
Canyoning, esempio di avventura

Un'avventura è un'esperienza entusiasmante o inusuale. Può anche indicare un'impresa audace e rischiosa dall'esito incerto.
Il termine viene spesso usato anche per riferirsi ad attività con un certo potenziale di pericolo fisico, come ad esempio il paracadutismo, l'alpinismo o la partecipazione a sport estremi.
Il termine inoltre si riferisce generalmente a qualsiasi impresa che è potenzialmente carica di rischio fisico, finanziario o psicologico, come una impresa commerciale, una storia d'amore, o di altri organismi importanti della vita.

## Psicologia
L'esperienza avventurosa crea una eccitazione psicologica e fisiologica, che si traduce in un aumento 
della produzione di adrenalina. Tale sensazione può essere interpretata come negativa (paura) o positiva (eustress o trance agonistica).
Per alcune persone, l'avventura diventa un esercizio importante per la propria formazione personale.
Il politico e avventuriero André Malraux, nel suo “La condizione umana” (1933) si espresse così: "Se un uomo non è pronto a rischiare la propria vita, dove è la sua dignità?".
Allo stesso modo, Helen Keller dichiarò che "La vita o è un'audace avventura o niente".
Le attività avventurose sono in genere effettuate con finalità ricreative o alla ricerca dell'ebbrezza, come nei casi del raid e del turismo d'avventura, ma possono avere anche una valenza formativa: sono infatti utilizzate in questo contesto per allenare le persone a migliorare le capacità di coping, problem solving e team building.

## Nella finzione
Nella finzione narrativa (letteratura, fumetto), nel cinema ecc. l'avventura è un genere applicabile a quelle opere in cui il protagonista o i personaggi principali devono appunto affrontare situazioni pericolose e eccitanti.
Alcune delle storie più antiche e diffuse nel mondo sono storie di avventura, come Omero nell'Odissea.
Il saggista Joseph Campbell ne parla nel suo libro, L'eroe dai mille volti. Campbell legge una analogia culturale universale nella esposizione delle storie eroico mitologiche a partire dalla "chiamata all'avventura", a cui segue un viaggio pericoloso, per giungere al trionfo finale.
Il romanzo d'avventura presenta tutte queste caratteristiche individuate da Cambell e altri studiosi, riscontrabili anche nei filoni derivati del film d'avventura, fumetti d'avventura, ecc.